# Белівці (Гагарінський район)
Белівці (Гагарінський район) (рос. Беливцы) — присілок Гагарінського району Смоленської області Росії. Входить до складу Серго-Івановського сільського поселення.
Населення — 7 осіб.